# Maksim Zimin
Maksim Zimin (ros. Максим Зимин, ur. 28 kwietnia 1994 roku w Barnaule) – rosyjski kierowca wyścigowy.

## Kariera

### Początki
Maxim karierę rozpoczął w 2001 roku od startów w kartingu. W 2009 roku zadebiutował w serii wyścigów samochodów jednomiejscowych - Włoskiej Formule Renault – podczas rundy na torze Imola (zajął jedenastą i dwunastą pozycję). Zdobyte punkty sklasyfikowały go na 27. miejscu. Nie będąc liczonym do klasyfikacji, Rosjanin wziął udział również w kończącej sezon eliminacji na hiszpańskim obiekcie Alcanaz, w europejskim cyklu. Oba wyścigi zakończył jednak poza czołową dwudziestką.
W sezonie 2010 reprezentował zespół Jenzer Motorsport w Formule Abarth oraz Środkowoeuropejskiej Formule Renault. W pierwszej z nich czterokrotnie stanął na podium, a podczas zmagań na torze Vallelunga sięgnął po pole position. W drugiej natomiast dwukrotnie znalazł się na trzeciej lokacie. W obu seriach znalazł się jednak na 5. miejscu w końcowej klasyfikacji.

### Seria GP3
W roku 2011 Zimin startował w Serii GP3, ponownie nawiązując współpracę z ekipą Jenzer. Zinim nie zdobył punktów w żadnym z wyścigów. Najwyżej sklasyfikowany został podczas drugiego wyścigu na węgierskim torze Hungaroring, w którym zajął ósmą pozycję.

## Wyniki w GP3
| Legenda oznaczeń w tabelach wyników Wyświetl szablon na nowej stronie | Legenda oznaczeń w tabelach wyników Wyświetl szablon na nowej stronie                                                                     |
| Oznaczenie                                                            | Wyjaśnienie |
| --------------------------------------------------------------------- | --- |
| Złoty                                                                 | Zwycięzca lub mistrzostwo |
| Srebrny                                                               | 2. miejsce lub wicemistrzostwo |
| Brązowy                                                               | 3. miejsce lub II wicemistrzostwo |
| Zielony                                                               | Ukończył, punktował (w klasyfikacji generalnej, gdy zdobył co najmniej jeden punkt na przestrzeni sezonu, poza trzema powyższymi opcjami) |
| Niebieski                                                             | Ukończył, nie punktował (w klasyfikacji generalnej, gdy nie zdobył co najmniej jednego punktu na przestrzeni sezonu)                      |
| Czerwony                                                              | Nie zakwalifikował się (NZ) |
| Czerwony                                                              | Nie prekwalifikował się (NPK) |
| Różowy                                                                | Nie ukończył (NU) |
| Różowy                                                                | Niesklasyfikowany (NS) (w klasyfikacji generalnej, gdy nie został sklasyfikowany w żadnym wyścigu sezonu)                                 |
| Czarny                                                                | Zdyskwalifikowany (DK) |
| Czarny                                                                | Wykluczony (WYK/EX) |
| Biały                                                                 | Nie wystartował (NW) |
| Biały                                                                 | Kontuzjowany (K/INJ) |
| Biały                                                                 | Wyścig odwołany (OD/C) |
| Bez koloru                                                            | Został wycofany (WYC/WD) |
| Bez koloru                                                            | Nie przybył (NP/DNA) |
| Bez koloru                                                            | Nie brał udziału w treningach (NT/DNP) |
| Bez koloru                                                            | Nie został zgłoszony (–) |
| Pogrubienie                                                           | Start z pole position |
| Kursywa                                                               | Najszybsze okrążenie wyścigu |
| †                                                                     | Nie ukończył, ale jego rezultat został zaliczony ze względu na przejechanie więcej niż 90% dystansu wyścigu.                              |
| *                                                                     | Sezon w trakcie |
| 1/2/3                                                                 | Punktowana pozycja w sprincie kwalifikacyjnym                                                                                             |
| Lista systemów punktacji Formuły 1                                    | |

| Rok  | Zespół            | Wyniki w poszczególnych eliminacjach | Wyniki w poszczególnych eliminacjach | Wyniki w poszczególnych eliminacjach | Wyniki w poszczególnych eliminacjach | Wyniki w poszczególnych eliminacjach | Wyniki w poszczególnych eliminacjach | Wyniki w poszczególnych eliminacjach | Wyniki w poszczególnych eliminacjach | Wyniki w poszczególnych eliminacjach | Wyniki w poszczególnych eliminacjach | Wyniki w poszczególnych eliminacjach | Wyniki w poszczególnych eliminacjach | Wyniki w poszczególnych eliminacjach | Wyniki w poszczególnych eliminacjach | Wyniki w poszczególnych eliminacjach | Wyniki w poszczególnych eliminacjach | Punkty | Pozycja |
| ---- | ----------------- | ------------------------------------ | ------------------------------------ | ------------------------------------ | ------------------------------------ | ------------------------------------ | ------------------------------------ | ------------------------------------ | ------------------------------------ | ------------------------------------ | ------------------------------------ | ------------------------------------ | ------------------------------------ | ------------------------------------ | ------------------------------------ | ------------------------------------ | ------------------------------------ | ------ | ------- |
| 2011 | Jenzer Motorsport | TUR                                  | TUR                                  | ESP                                  | ESP                                  | VAL                                  | VAL                                  | GBR                                  | GBR                                  | DEU                                  | DEU                                  | HUN                                  | HUN                                  | BEL                                  | BEL                                  | ITA                                  | ITA                                  | 0      | 27      |
| 2011 | Jenzer Motorsport | 23                                   | 17                                   | NU                                   | 19                                   | NU                                   | 21†                                  | DK                                   | NW                                   | 20                                   | 15                                   | 19                                   | 8                                    | NU                                   | 15                                   | NU                                   | 16                                   | 0      | 27      |